# Chae Man-sik
Chae Man-sik (17 juin 1902 - 11 juin 1950) est un écrivain coréen connu notamment pour ses écrits satiriques. 

## Biographie
Chae Man-sik est né à Okgu, aujourd'hui Gunsan, dans la province de Jeollabuk-do. Il est né d'une famille originaire de Pyonggang. Il fréquente l'université  Waseda à Tokyo. Il travaille ensuite en tant que reporter au journal Dong-a Ilbo, et pour le Chosun Ilbo, il travaille en parallèle en tant qu'éditeur et rédacteur pour divers magazines sur la politique et la littérature. En 1936, il part s'installer à Kaesong et se consacre alors à l'écriture. Il fait ses débuts dans le monde littéraire en 1924 avec la publication de sa nouvelle Par les trois chemins (Segillo) dans la revue Monde littéraire de Joseon (Joseon Mudan). Il commence à attirer l'attention de la critique 10 ans plus tard, avec la publication de Une vie ready-made (Redi meide insaeng). 

## Œuvre
Les récits les plus récents de Chae s'intéressent particulièrement à la situation des intellectuels à l'ère de l'impérialisme japonais en Corée, notamment avec ses récits Une vie ready-made ou Mon oncle idiot (Chisuk (痴叔), 1938). Arrêté par le gouvernement colonial en 1938 pour ses liens avec la Société de Lecture (Dokseohoe), il fut libéré à la condition qu'il participe à la littérature pro-japonaise via l'organisation Société Coréenne de Littérature pour le Patriotisme (Joseon Munin Bogukhoe), organisation dans laquelle il publiera un grand nombre de ses récits. Après la libération de la Corée de l'impérialisme japonais, il écrits des textes critiques sur les intellectuels pro-japonais durant la colonisation, et en profite aussi pour se livrer à une auto-critique à travers sa longue nouvelle, Le pécheur contre la nation (Minjogui joein) et Le chemin parcouru  (Yeongno, 1946). Jusqu'à sa mort le 11 juin 1950, peu avant le début de la Guerre de Corée, l'auteur délivre des textes satiriques sur la société coréenne post-libération. Il tend ainsi dans ses derniers récits à dépeindre les difficultés d'une société à se reconstruire après une longue période de colonisation.